# Ensemble instrumental de Lausanne

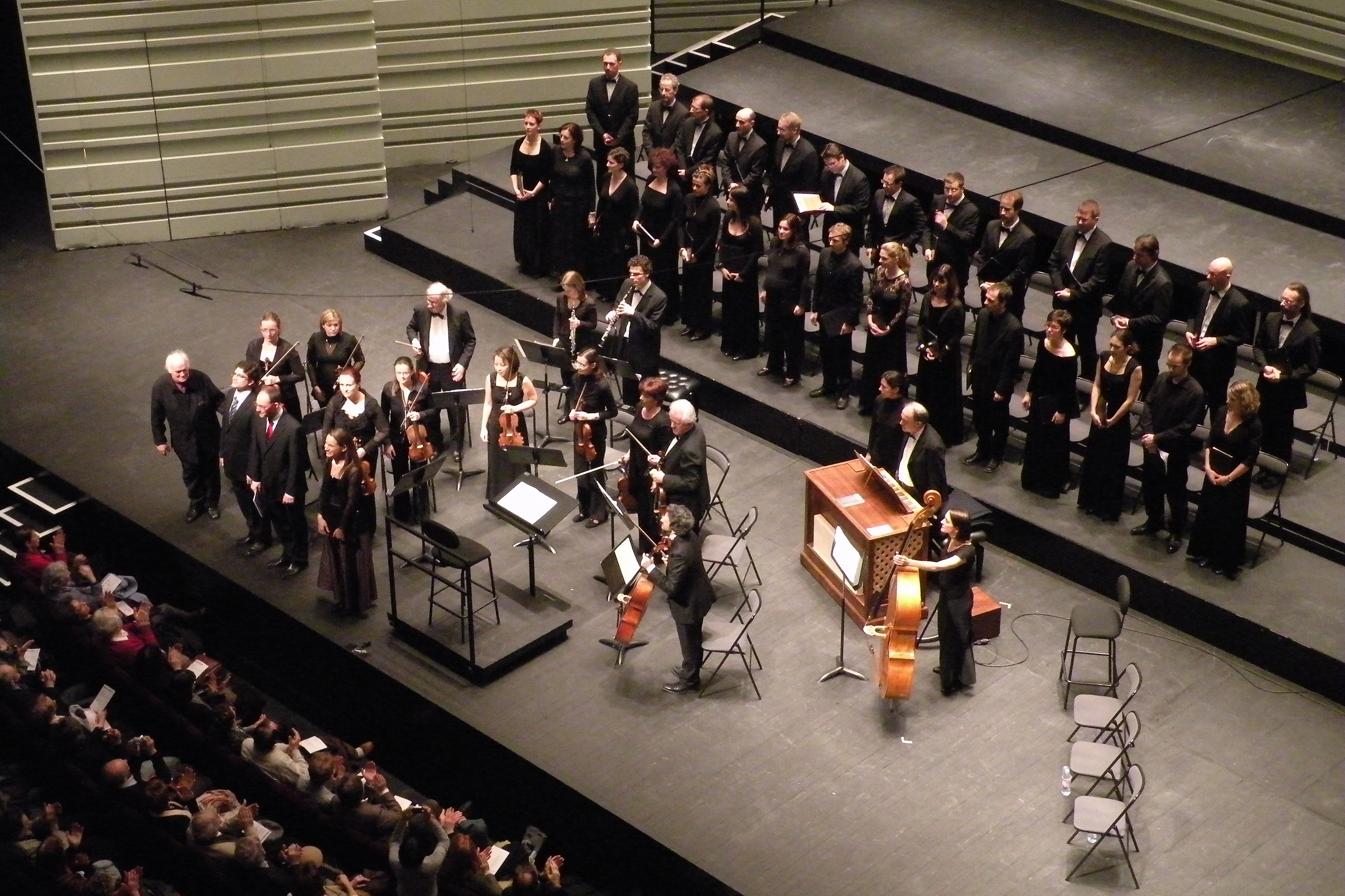
L'Ensemble instrumental de Lausanne avec l'Ensemble vocal de Lausanne à Nantes en 2009.

L'Ensemble instrumental de Lausanne est un orchestre créé par Michel Corboz à Lausanne en Suisse pour accompagner l'Ensemble vocal de Lausanne, chœur qu'il a également créé.